# یوهان هاینریش لمبرت
یوهان هاینریش لمبرت (آلمانی: Johann Heinrich Lambert؛ ۲۶ اوت ۱۷۲۸ – ۲۵ سپتامبر ۱۷۷۷) یک ریاضی‌دان، فیزیک‌دان، ستاره‌شناس، و فیلسوف اهل سوئیس بود.